# Жужжальца
Жужжа́льца (лат. halteres) — парные придатки грудных сегментов двукрылых и самцов веерокрылых насекомых, колбовидной или булавовидной формы, иногда прикрытые особой чешуйкой. Представляют собой видоизменённые задние или передние крылья. Жужжальца располагаются на заднегруди, у веерокрылых — на среднегруди. При полёте насекомого жужжальца вибрируют в противофазе крыльям.
Их основание и головка снабжены большим количеством сенсилл, число которых особенно велико у хорошо летающих насекомых. 
Жужжальца предназначены для регистрации вращения тела насекомого в процессе полета. С точки зрения механики они представляют собой разновидность вибрационного гироскопа. Плоскости, в которых вибрируют два жужжальца, взаимоперпендикулярны друг другу и составляют угол около 45° с осью насекомого. При вращении насекомого в полёте на вибрирующие жужжальца действует сила Кориолиса, которую регистрируют сенсиллы, таким образом предоставляя информацию об ориентации тела насекомого в пространстве.
При утрате жужжалец насекомые теряют способность к полёту и удержанию равновесия.
Характерный звук летящей мухи или комара возникает благодаря вибрирующим жужжальцам.
|                                                                   |                                              |
| Хорошо заметные жужжальца позади пары крыльев у комара-долгоножки | Жужжальца перед парой крыльев у веерокрылого |